# Irinel Anghel
Irinel Anghel (* 14. Mai 1969 in Bukarest) ist eine rumänische Komponistin.

## Studium
Irinel Anghel studierte bis 1988 am Musiklyzeum George Enescu Klavier, danach an der Nationalen Musikuniversität Bukarest Komposition bei Octavian Nemescu, Musikwissenschaft bei Octavian Lazăr Cosma, Analyse bei Adrian Iorgulescu, Musikgeschichte bei Liviu Dănceanu, Harmonielehre bei Adrian Rațiu und Orchestration bei Nicolae Beloiu. 1995 erhielt sie den Mastergrad in Musikwissenschaft, 1997 in Komposition und 2003 den Doktorgrad in Komposition.

## Berufliche Laufbahn
1990 gründete sie das Ensemble für zeitgenössische Musik Pro Contemporania, dessen Mitglied und musikalische Leiterin sie seither ist. Von 1994 bis 2003 war sie Assistentin am Kunsthistorischen Institut George Oprescu. Seit 1996 ist sie Redakteurin der Zeitschrift der rumänischen Komponistenunion Muzica. 1997 veröffentlichte sie das Buch Orientări, direcții, curente ale muzicii românești din a doua jumătate a secolului XX (Tendenzen, Ziele und Wege der rumänischen Musik in der zweiten Hälfte des 20. Jahrhunderts). Daneben schreibt sie für verschiedene Fachzeitschriften und wirkte am Kammermusikführer von Ingeborg Allihn (J.B. Metzlersche Verlagsbuchhandlung 1998) mit.
2003 sowie 2010 bis 2012 war sie stellvertretende Direktorin der Săptămâna Internațională a Muzicii Noi (Internationale Woche für zeitgenössische Musik) in Bukarest. 2004 gründete sie das Crossover-Festival MultiSonicFest, dessen künstlerische Leiterin sie ist.

## Mitgliedschaften und Preise
Anghel ist Mitglied der rumänischen Komponistenunion, des Exekutivkomitees der rumänischen Sektion der International Society for Contemporary Music (ISCM), der Société des auteurs, compositeurs et éditeurs de musique (SACEM) sowie der Asociația Română a Femeilor în Artă (ARFA). Für ihre Kompositionen wurde sie u. a. mit dem Preis der rumänischen Komponistenunion (1998, 1999 und 2002), dem Preis der rumänischen Akademie der Künste und Wissenschaften (1999) und dem zweiten Preis des Thomas-Bloch-Wettbewerbes für Glasharmonika (Paris 2000) ausgezeichnet und erhielt Stipendien der Pépinières Européennes pour Jeunes Artistes (2000) und der Ernst von Siemens Musikstiftung (2002).

## Werke
- Morfogeneza für Flöte, Klarinette, Fagott und Schlagzeug, 1991
- Subconversații für Violine, Klarinette, Posaune und Schlagzeug, 1992
- Invocatio für Instrumental- oder Vokalensemble, 1992
- Cellosonata, 1993
- Für Elise, Streichquartett, 1993
- Muzica pentru Vassarely für Orchester, 1994
- Mitul lui Sisif für Orchester, 1995
- Turnul Babel für Orchester, 1995
- H.E.D.E.B.E.G für Flöte, Klarinette, Klavier, Stimme, Schlagzeug, Violine und Cello, 1996
- Rezonanțe für Viola, Cello, Klavier und Schlagzeug, 1997
- Entre le Ciel et l’Enfer – Hommage a Bosch für Oboe, Klarinette, Fagott, Klavier, Schlagzeug, Violine und Cello, 1997
- Rinocerii für Orchester, 1997
- Miro en Miroir – Hommage a Miro für Flöte, 1998
- La Dissolution de la Persistance de la Memoire, Schauspielmusik für drei Schlagzeuger, Kontrabass, Orgel, Akkordeon und Celesta, 1998
- Peștera inimii für Cello und Schlagzeug, 1998
- Mondes Impossibles I – Hommage a Escher für Orchester, 1998
- Ephemeral Equilibrium für Fagott, 1999
- Silhouettes fantomatiques für zwei Celli, Schlagzeug und Trompete, 1999
- La Persistance de la Memoire – Hommage a Dali für vier Schlagzeuger, Violine, Viola, Cello, Orgel und Akkordeon, 1999
- Povestea celor trei care au visat für Klarinette, Violine, Klavier, Khaen, Schlagzeug und Trompete, 1999
- Le Quasi – Infini für zwei Flöten, Akkordeon, Violine und Viola, 1999
- Distances für zwei Trompeten, Cembalo und Orchester, 1999
- Metablues für Klavier, 2000
- Everything and Nothing für Viola und Mundharmonika, 2000
- Chimeres – Hommage a Rene Magritte für Orchester, 2000
- Labyrinthe für Solist und Kammerorchester, 2001
- Visions provoquées par un mystère für Cello, Klavier, Schlagzeug, Khaen und Tonband, 2001
- Fascination für Cello, Guzheng, Khaen und Tonband, 2002
- Schauspielmusik zu Amanții insângerați